# Ahl Qabail
Les Ahl Qabail, ou Ahl Kabail (gens des Tribus), correspondait à l'époque almohade, à un conglomérat de huit tribus masmoudas dispersées dans le Haut Atlas marocain. On y retrouve les Hazradja, les Hazmira, les Haylana, les N'fis, les Ourika, les Azzaden (dont les Mesfioua sont les seuls représentants aujourd'hui), les Regraga et les In Magus.
Ils faisaient partie des « tribus almohades » fondatrices du mouvement, avec les Hargha, Ahl Tinmel, Hintata, Gadmiwa, Ganfisa, Sanhadja et Haskoura.
Les Ahl Qabail participent notamment à la prise de Marrakech en 1147, aux côtés des Hintata, Ahl Tinmel, Sanhadja, Haskoura et Abid du Makhzen.

## Sources

### Sources bibliographiques
1. ↑  Archives berbères 1930, p. 88

#### Francophone
- Institut des Hautes Etudes Marocaines, Hespéris : Archives berbères et bulletin de l'Institut des Hautes Etudes Marocaines, 1930 (lire en ligne)